# The Future Is Medieval
The Future Is Medieval é o quarto álbum de estúdio da banda Kaiser Chiefs, lançado a 3 de Junho de 2011. O primeiro single do álbum foi "Little Shocks", lançado duas semanas depois do lançamento do disco. "The Future Is Medieval" traz uma proposta onde o fã pode montar o álbum a sua escolha. Foram divulgadas parcialmente vinte músicas, onde o ouvinte pode escolher dez, colocar na ordem que preferir e montar a capa com elementos representativos de cada faixa escolhida. O CD pronto seria então colocado a venda, junto de várias outras versões de outros fãs. A cada venda, o "produtor" do álbum ganha um euro.
Em 6 de março de 2012, o álbum foi relançado nos Estados Unidos com o título Start The Revolution Without Me, contendo uma canção inédita intitulada "On the Run", que foi lançado como single.
Foi o último álbum de estúdio do Kaiser Chiefs a contar com o baterista Nick Hodgson, que em 4 de Dezembro de 2012, anunciaria sua saída da banda para se concentrar em outros projetos.

## Faixas
Todas as canções escritas e compostas por Ricky Wilson, Andrew White, Simon Rix, Nick Baines e Nick Hodgson.
1. "Little Shocks" – 3:42
2. "Things Change" – 3:45
3. "Long Way from Celebrating" – 3:02
4. "Starts with Nothing" – 5:31
5. "Out of Focus" – 4:09
6. "Dead or in Serious Trouble" – 2:37
7. "When All Is Quiet" – 3:27
8. "Kinda Girl You Are" – 2:36
9. "Man on Mars" – 4:14
10. "Child of the Jago" – 4:41
11. "Heard It Break" – 3:07
12. "Coming Up for Air" – 5:35
13. "If You Will Have Me" – 3:25
14. "Howlaround"(faixa secreta) – 3:07

Edição Digital
1. "Little Shocks" – 3:42
2. "Things Change" – 3:45
3. "Long Way from Celebrating" – 3:02
4. "Starts with Nothing" – 5:31
5. "Out of Focus" – 4:09
6. "Dead or in Serious Trouble" – 2:37
7. "When All Is Quiet" – 3:27
8. "Man on Mars" – 4:14
9. "Child of the Jago" – 4:41
10. "Heard It Break" – 3:07
11. "Coming Up for Air" – 5:35
12. "If You Will Have Me" – 3:25
13. "City" (faixa bônus) – 4:07
14. "Howlaround" (faixa secreta) – 3:51

Versão Digital Deluxo
1. "Fly on the Wall" – 4:34
2. "Saying Something" – 4:06
3. "Starts with Nothing" – 5:31
4. "Can't Mind My Own Business" – 3:47
5. "Little Shocks" – 3:42
6. "When All Is Quiet" – 3:27
7. "Man on Mars" – 4:14
8. "Things Change" – 3:45
9. "Child of the Jago" – 4:41
10. "I Dare You" – 3:56
11. "Problem Solved" – 3:01
12. "My Place Is Here" – 4:04
13. "Cousin in the Bronx" – 3:32
14. "Long Way from Celebrating" – 3:02
15. "Dead or in Serious Trouble" – 2:37
16. "Coming Up for Air" – 5:35
17. "Out of Focus" – 4:09
18. "Back in December" – 3:40
19. "Heard It Break" – 3:07
20. "If You Will Have Me" – 3:25

Start the Revolution Without Me
1. "Little Shocks" – 3:42
2. "On the Run" – 4:08
3. "Heard It Break" – 3:07
4. "Kinda Girl You Are" – 2:36
5. "Starts with Nothing" – 5:31
6. "When All Is Quiet" – 3:27
7. "Cousin in the Bronx" – 3:32
8. "Things Change" – 3:45
9. "Man on Mars" (versão de rádio) – 3:44
10. "Problem Solved" – 3:01
11. "Can't Mind My Own Business" – 3:47
12. "Child of the Jago" – 4:41
13. "If You Will Have Me" – 3:25

## Tabelas musicais
| PAradas (2011)                | Melhor posição |
| ----------------------------- | -------------- |
| Austrália (ARIA)              | 25             |
| Bélgica (Ultratop Flandres)   | 34             |
| Bélgica (Ultratop Valônia)    | 37             |
| Países Baixos (Dutch Charts)  | 40             |
| Espanha (PROMUSICAE)          | 95             |
| Suíça (Schweizer Hitparade)   | 83             |
| Reino Unido (UK Albums Chart) | 10             |

## Créditos
- Ricky Wilson – Vocal
- Andrew White – Guitarra
- Simon Rix – Baixo
- Nick Baines – Teclados
- Nick Hodgson – Bateria, vocal em "Man on Mars" e "If You Will Have Me"